# Chao Meng-Fu (krater)
Chao Meng-Fu är en krater med diametern 140 kilometer på planeten Merkurius namngiven efter den kinesiska konstnären och kalligrafen Zhao Mengfu (1254 - 1322). På grund av dess läge nära Merkurius sydpol (132.4° väst, 87.3° syd) och planetens låga axellutning ligger uppskattningsvis 40 % i permanent skugga. Där är den skyddad från de höga temperaturer som Solen annars ger upphov till på Merkurius solsida och håller istället en jämn och låg temperatur på ungefär -171°C. Därmed skulle det kunna finnas stora mängder is som annars skulle ha sublimerat ut till rymden för länge sedan.

## Indirekta bevis för is
Radarstudier med Aricebo (Puerto Rico), Goldstone (Kalifornien, USA), Very Large Array (New Mexico, USA) har upptäckt ett antal områden på Merkurius med mycket hög radarreflektivitet. Flera av dessa områden tycks sammanfalla med kratrar på planetens poler och den största är Chao Meng-Fu-kratern.
Mätvärdena man har fått från radaranläggningarna talar för att det handlar om en isyta snarare än de silikater (stenmaterial) som utgör Merkurius skorpa. Men reflektionerna tycks vara för svaga för att vara ren is och man har föreslagit att det beror på ett tunt lager stoft ovanför isen. Men utan direkta bevis är det fortfarande möjligt att den höga reflektiviteten beror på något annat, som metallrika mineraler. NASA:s MESSENGER kan möjligen reda ut det hela när den går in i en bana runt Merkurius år 2011.

## Isens ursprung
Chao Meng-Fus is kan ha kommit från nedslag av vattenrika kometer eller från intern utgasning. På grund av bombardemanget från solvinden och det intensiva ljuset från solen skulle is snabbt försvinna från Merkurius yta till rymden. Men i den skyddade Chao Meng-Fu-kratern är tempeaturen för låg för att tillåta någon nämnvärd sublimation och isen kan därmed stanna kvar under flera miljarder år.

## Chao Meng-Fu-kratern i science fiction
- En geotermiskt uppvärmd sjö under kratern är hem till en utomjordisk ras i Stephen Baxters Vacuum Diagrams.
- Gerald Nordleys korta historia Crossing Chao Meng-Fu berättar om bergsklättrare som försöker korsa kratern.